# Kodeks 052
Kodeks 052 (Gregory-Aland no. 052), Kodeks Athos Pantelejmon – grecki kodeks uncjalny Nowego Testamentu, paleograficznie datowany na X wiek.

## Opis
Kodeks stanowi 4 pergaminowych kart (29,5 na 23 cm), z fragmentem tekstu Apokalipsy św. Jana (7,16-8,12). Tekst pisany jest późną uncjałą, w dwóch kolumnach na stronę, 27 linijek w kolumnie. Tekst dzielony jest według λογοι oraz κεφαλαια. W górnym marginesie zamieszczane są tytuły (τιτλοι) owych κεφαλαια.
Tekst biblijny opatrzony został komentarzem Andrzeja z Cezarei.
Grecki tekst kodeksu przekazuje typowy tekst bizantyjski. Aland zaklasyfikował go do Kategorii V.
Tekst kodeksu skolacjonował Herman Charles Hoskier.
Obecnie kodeks przechowywany jest na Górze Athos w bibliotece klasztoru św. Pantelejmona (99,2).